# 曾涛
曾涛（1914年—1997年2月28日），原名曾海仙，男，江苏泰兴人，中华人民共和国政治人物、外交官。

## 生平

### 早年生涯
曾涛是江苏泰兴市姚王镇人。1933年，毕业于无锡洛社师范学校，1937年12月奔赴陕北。1938年，进入浙江省丽水、庆元、永康、富阳等地负责中共地下党秘密工作。1940年6月，中共富阳县工委书记崔洪生调离，原富阳、桐庐、建德三县基层党组织合并，由曾涛负责。同年12月，因情况恶劣，转移至新四军军部。1941年1月，调任苏中地区，先后任中共如西县委副书记，靖江县委书记，宝应县委书记，新四军苏中军区一分区宝应独立团政委。第二次国共内战期间，曾任苏中一地委组织部长、民运部长，胶东区党委办公室主任。

### 1949年后
1949年4月，随解放军南渡长江，先后任中共镇江地委副书记，苏南区党委秘书长。1952年后，任中共上海市委副秘书长，市政府秘书长兼机关党委书记。1960年1月，经周恩来批准，调中华人民共和国外交部工作，同年担任中国驻古巴代表，负责两国建交事务。1961年4月，回国担任国务院外事办公室秘书长。5月，随外交部副部长陈毅参加第二次日内瓦会议，任中国代表团顾问兼发言人。1962年，阿尔及利亚独立后，中国于同年11月起开始派遣驻阿尔及利亚特命全权大使，曾涛任首任大使。1967年回国后，卷入文化大革命，受到批判。1970年6月，中国和南斯拉夫社会主义联邦共和国两国关系恢复大使级，周恩来举荐曾涛出任大使。1973年6月，接替黄镇担任中华人民共和国驻法国大使。1977年，由韩克华接任。同年1月，改任新华社副社长。同年12月，升任新华社社长。
1979年11月至1983年6月，兼任全国人大常委会副秘书长，负责人大常委的外事工作。1983年当选为第六届全国人大常委会委员。    
1997年2月28日，因病于北京去世。